# Mascarenotus sauzieri
El búho de Mauricio o búho de Newton (Mascarenotus sauzieri) es una especie extinta de ave estrigiforme de la familia Strigidae endémica de la isla de Mauricio. La especie se conoce a partir de una colección de huesos subfósiles del pantano de Mare aux Songes, un dibujo realizado por de Jossigny en 1770, y una descripción detallada de Desjardins de un ejemplar abatido en 1836, y varios registros escuetos de búhos en la isla; los primeros de ellos de Van Westzanen en 1602 y Matelief en 1606.

## Taxonomía

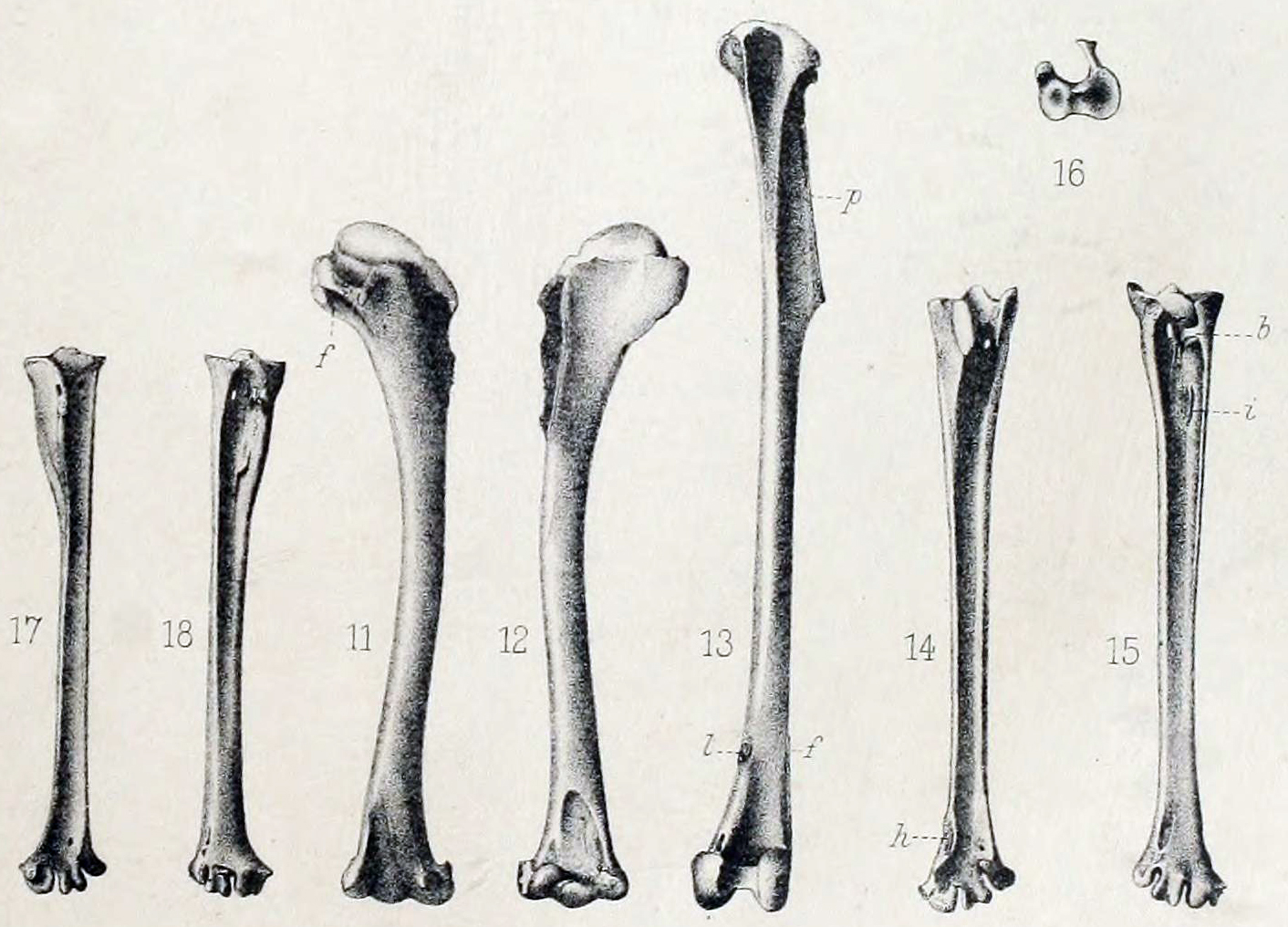
Restos subfósiles.

No quedó resistro de ninguna descripción de búhos entre mediados del siglo XVII y finales del XVIII. Esto propició una considerable confusión. Especialmente porque los huesos encontrados en el pantano fueron atribuidos a cárabos o lechuzas sin plumas a modo de orejas del género , mientras que la única imagen y descripción inequívocamente hacían referencia a un búho con «orejas». Así que durante mucho tiempo se creyó que hubo dos o tres de especies de búho en la isla. La supuesta lechuza denominada Tyto newtoni fue descrita a partir de huesos del tarsometatarso probablemente de un macho de la especie, mientras que el  espécimen tipo del búho de Mauricio al parecer era un hueso más grande una hembra. Pero estos búhos no eran ni cárabos, ni lechuzas, y tampoco autillos. Los búhos de las Mascareñas, pertenecientes al género Mascarenotus probablemente proceden de un linaje distinto, cercano al género Ninox y que por evolución convergente llegaron a parecer búhos con orejas como los autilos o los búhos del género Asio. Los búhos de Mauricio fueron la especie más grande de su género, con una longitud total de unos 60 cm. Su nombre científico conmemora a Théodore Sauzier, que puso los primeros huesos a disposición del estudio científico.

## Extinción
El búho de Mauricio era el carnívoro de mayor tamaño de la isla antes de que empezaran los asentamientos humanos. Por ello no se vio muy afectado, como otras especies de aves locales, por la introducción de depredadores como las ratas, los gatos o macacos cangrejeros. En la década de 1830 parece que la especie no era escasa en el sureste de la isla, entre Souillac y las montañas Bambú al este de Curepipe. Pero los cultivos de caña y de té invadieron su hábitat, lo que combinado con la caza, produjo la rápida desaparición. Los últimos testimonios de observaciones se refieren a encuentros en 1837. En 1859 el naturalista George Clark escribió que el búho estaba extinto.